# Деветач, Лаура
Мария Лаура Деветач (исп. María Laura Devetach; 5 октября 1936, Реконкиста) — аргентинcкая детская писательница, поэтесса, драматург, сказочница, журналистка, педагог.
Наряду с Марией Еленой Уолш одна из зачинателей детской литературы Аргентины.

## Биография
Дочь иммигранта славянского происхождения, приехавшего в страну в 1930-х годах, и матери-аргентинки. Изучала современную литературу в Кордовском университете. Получила педагогическое образование, работала детской воспитательницей, преподавала в начальной, средней и высших школах и университетах.
Во время военной диктатуры в Аргентине (1976—1983) книги писательницы были запрещены.
Автор многих произведений для детей и взрослых, опубликовала более девяноста книг, сборников стихов и рассказов, пьес, цикла из 60 телевизионных сценариев «Pipirrulines», эссе, учебников и теоретических работ, ряд которых был опубликован за рубежом. Занимается журналистикой, сотрудничает со специализированными изданиями.

## Избранные произведения
Для взрослых
- 1965 «Los desnudos» (рассказы).
- 1988 «Para que sepan de mí» (стихи).
- 1991 «Oficio de palabrera. Literatura para chicos y vida cotidiana» (эссе).
- 1994 «Se me pianta un lagrimón»
- 2008 «La construcción del camino lector» (эссе).
- 2012 «Oficio de palabrera».

Для детей и юношества
- 1966 «La torre de cubos».
- 1967 «El Petirilío y etc. etc» (Пьеса).
- 1970 «Bichoscopio» (Пьеса)..
- 1975 «Monigote en la arena».
- 1977 «Historia de Ratita / Cuento que cuento».
- 1977 «Picaflores de cola roja».
- 1978 «El abuelo del tatú».
- 1984 «Cola de flor».
- 1984 «Cuentos y Cantos».
- 1984 «El que silba sin boca».
- 1984 «Muchas patas».
- 1984 «¡Viva yo!» (в соавт.).
- 1984 «El ratón que quería comerse la luna».
- 1984 «¿Quién se sentó sobre mi dedo?».
- 1984 «Un cuento ¡Puajjj!».
- 1984 «Una caja llena de…».
- 1984 «Los libros del churrinche».
- 1986 «Cuentos de Paí Luchí, el mentiroso».
- 1986 «Cuentos que no son cuento».
- 1986 «Cura mufas».
- 1987 «El paseo de los viejitos».
- 1987 «Los derechos de los niños».
- 1988 «Cuentos de aquí nomás».
- 1988 «Cuentos de pícaros».
- 1988 «Tres preguntas y un cuentito».
- 1989 «Burbujas» (en coautoría con María Inés Bogomolny).
- 1989 «Margarita tenía una pena».
- 1989 «El hombrecito verde y su pájaro».
- 1989 «Yo ratón».
- 1989 «La gran pelea».
- 1989 «El hombrecito verde y su pájaro».
- 1990 «Casas y cosas» (в соавт.).
- 1990 «Coplas de la humedad».
- 1990 «La casa de Javier».
- 1990 «Problema de sauce llorón».
- 1990 «Papapepelipitopos».
- 1990 «El brujo de los tubitos».
- 1990 «Las 1001 del garbanzo peligroso» (в соавт.).
- 1990 «Las 1002 del garbanzo peligroso» (в соавт.).
- 1991 «Canción para hacer la mazamorra».
- 1991 «Los patos solitarios».
- 1991 «Todo, todito y todo».
- 1991 «Un pez dorado».
- 1991 «Milongas tamaño alpiste».
- 1992 «Ayer pasé por tu casa. Coplas de amor y risa» (в соавт.).
- 1992 «Barril sin fondo. Adivinanzas y coplas con piropos» (в соавт.).
- 1992 «El hombre que soñó».
- 1993 «Historia de amor».
- 1993 «Vidas y milagros».
- 1993 «La plaza del piolín».
- 1994 «Pobre mariposa/Se me pianta un lagrimón».
- 1995 «Cuento de la polla».
- 1995 «El garbanzo peligroso».
- 1995 «La planta de Bartolo».
- 1995 «Viva el canguro».
- 1996 «Bumble y los marineros de papel».
- 1996 «Cuento del pantalón».
- 1996 «La fiesta del Chtzzzz».
- 1996 «Todo cabe en un jarrito».
- 1996 «Las aventuras de Pinocho» (в соавт.).
- 1996 «La loma del hombre flaco».
- 1996 «Lombriz que va, lombriz que viene».
- 1997 «Cuento del grano de maíz».
- 1997 «El hombrecito verde».
- 1997 «Los huevos pintados».
- 1997 «Versos del pozo redondo».
- 1998 «Canción y pico».
- 1998 «Cuento de plastilina».
- 1998 «El Plastilinero Tenebroso».
- 1998 «Cuento que sube y baja».
- 1998 «Margarita y la siesta».
- 1998 «Un caracol y un dedal».
- 1999 «¡Ay, Tarara!» (в соавт.).
- 1999 «La marca del Garbanzo» (в соавт.).
- 1999 «Zongos y Borondongos» (в соавт.).
- 1999 «Del otro lado del mundo».
- 1999 «Cuento enredado».
- 1999 «La luna se cayó».
- 2000 «El enigma del barquero».
- 2001 «Cuentos de Paí Luchí».
- 2001 «Los Pomporerá».
- 2001 «La plaza del piolín».
- 2003 «Dos viejitos y una hormiga».
- 2003 «El brujo de los tubitos».
- 2003 «La leyenda de la piedra movediza».
- 2003 «Picaflores de cola roja».
- 2003 «Secretos en un dedal».
- 2004 «La hormiga que canta».
- 2004 «Cuentos que no son cuento».
- 2004 «Cuentos en tren».
- 2005 «Así, así, asá».
- 2005 «Diablos y mariposas».
- 2006 «Noche de luna llena».
- 2007 «Avión que va, avión que llega».
- 2007 «Cositos».12
- 2007 «Periquito».
- 2007 «Cuento escondido».
- 2008 «Cuidado con la osa».
- 2009 «Secretos en un dedal» (в соавт.).
- 2010 «Cuento del retintín».
- 2013 «Una caja llena de… y otros poemas».

## Награды
Получила много национальных и международных наград, в том числе стала Почётным доктором (honoris causa) Национального университета Кордовы, лауреатом премии Международного Центра по изучению молодежи в Париже, Премии Konex Awards 2004 года в области детской литературы, Иберо-американской премии SM в области детской и юношеской литературы, вошла в Почётный список Международного совета по детской и юношеской литературе (IBBY), удостоена премии Casa de las Américas и других.